# Schizobopyrina bombyliaster
Schizobopyrina bombyliaster là một loài chân đều trong họ Bopyridae. Loài này được Williams & Boyko miêu tả khoa học năm 2004.